# Newtown Cunningham
Newtown Cunningham (iriska: An Baile Nua) är en ort i republiken Irland.   Den ligger i grevskapet County Donegal och provinsen Ulster, i den norra delen av landet, 200 km norr om huvudstaden Dublin. Newtown Cunningham ligger 5 meter över havet och antalet invånare är 1 067.
Terrängen runt Newtown Cunningham är huvudsakligen platt, men österut är den kuperad. Havet är nära Newtown Cunningham norrut.Runt Newtown Cunningham är det ganska glesbefolkat, med 38 invånare per kvadratkilometer. Närmaste större samhälle är Letterkenny, 14,6 km väster om Newtown Cunningham. Trakten runt Newtown Cunningham består i huvudsak av gräsmarker.